# Hulló csillagok (film)
A Hulló csillagok (La fin du jour) 1939-ben bemutatott fekete–fehér francia játékfilm Julien Duvivier rendezésében. 
Magyarországon 1940. április 29-én mutatták be.
A Hulló csillagok (a francia cím fordítása: A nap vége) keserű film az öregedésről. Központi alakjai a megöregedni nem akaró két idős színész. Az öregségében is hiú hősszerelmest Louis Jouvet, az élete végén is örök gyermek színészt Michel Simon alakítja.

## Cselekménye
A nyugdíjas színészek otthonában nagy esemény az öreg hősszerelmes, Raphaël Saint-Clair érkezése. Régi fogásaival elkápráztatja a kis szolgálóleányt, Jeanette-et, aki rögtön beleszeret. A nyugdíjasházban él a tehetséges Marny is, aki soha nem kapott igazi elismerést, és akinek feleségét egykor Saint-Clair elcsábította. Cabrissade is egész életét színházban töltötte, de soha nem léphetett fel: ő volt a beugró, betegség esetén a nagy színészek helyettesítője, ám azok soha nem voltak betegek. Ez Cabrissade legnagyobb fájdalma.
Saint-Clair hirtelen gazdag lesz: egy volt szerelme végrendeletileg ráhagyta a valamikor tőle kapott százezer frankos gyűrűt. Az idős színész Monte Carlóba utazik és eljátssza a gyűrű árát. Az otthonban elméje lassan elborul, rábírja Jeanettet, hogy legyen öngyilkos miatta. Marny-nak sikerül megakadályoznia az öngyilkosságot, de már nem tudja megtorolni régi sérelmét, mert Saint-Clairen kitört az őrület. Cabrissade életének vágya végre teljesül: közönség előtt játszhat. Fellépése előtt azonban magánéletének nagy baja miatt a színpadon dadogni kezd, belesül szerepébe. Összeomlik, nincs miért tovább élnie. Temetésén szomorúan búcsúztatják idős pályatársai.
„Valami tompa, szinte kibírhatatlan csömör jellemzi ezt a nem egy részletében kitűnő alkotást…”
A Velencei biennálén is nagy sikert aratott, Mussolini-díjat nyert film.

## Főszereplők
- Louis Jouvet – Raphaël Saint-Clair
- Michel Simon – Cabrissade
- Madeleine Ozeray – Jeannette
- Sylvie – Madame Tusini
- Gabrielle Dorziat – Madame Chabert
- Victor Francen – Gilles Marny, színész